# Cossonus linearis
Espèce
Cossonus linearis est une espèce d'insectes coléoptères de la famille des Curculionidae, classée dans la tribu des Cossonini. Cette espèce a d'abord été décrite sous le nom de Curculio linearis par Johan Christian Fabricius, en 1775.

## Description

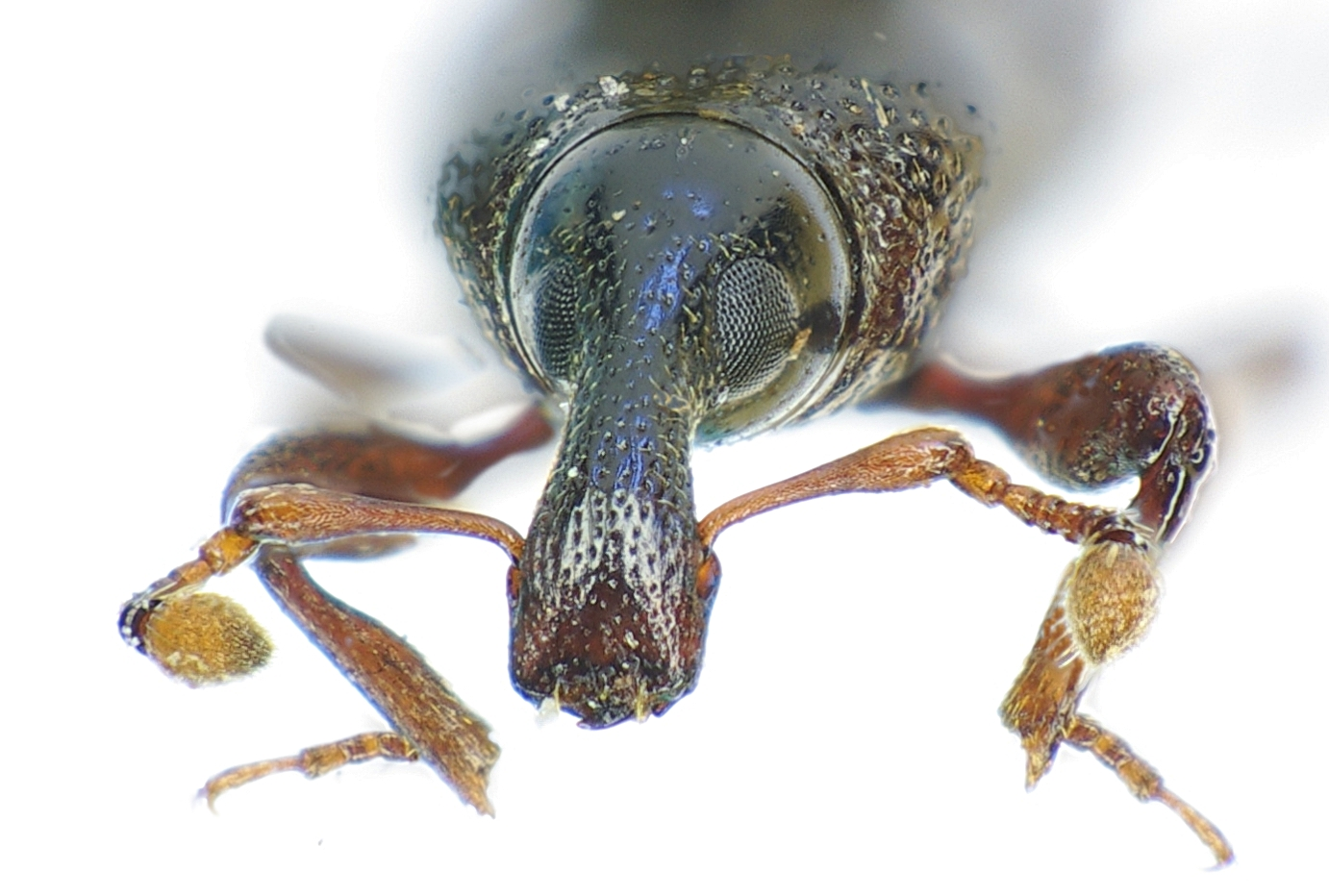
Détail de la tête et du rostre

Ce charançon mesure de 4 à 6 millimètres de longueur avec un corps très plat et allongé. Il est glabre et d'un noir brunâtre brillant. Ses élytres sont marron foncé. Ses pattes sont rouge foncé. Sa petite tête est prolongée d'un rostre au large épistome avec deux petites antennes courtes et coudées. Son pronotum est presque rectangulaire vu d'en haut et légèrement plus étroit que les élytres.

## Écologie
Cette espèce est hygrophile, appréciant les bords de rivières ou les bois. Ses larves vivent plutôt dans l'écorce des saules ou des peupliers, mais également dans celle d'autres arbres. Les adultes se nourrissent du bois mort ou en décomposition (pourriture fibreuse).
On le rencontre toute l'année, mais surtout en mai-juin.

## Répartition
Cossonus linearis est répandu en Europe, mais plus rarement dans le nord du continent.